# Залісся (Чернігівський район)
Залі́сся — село в Україні, у Городнянській міській громаді Чернігівського району Чернігівської області. Населення становить 34 осіб (2001). До 2017 року — орган місцевого самоврядування — Моложавська сільська рада.

## Географія
Село Залісся розташоване за 58 км від обласного центру та 43 км від адміністративного центру Городнянської міської громади.

## Історія
12 червня 2020 року, відповідно до розпорядження Кабінету Міністрів України № 730-р від «Про визначення адміністративних центрів та затвердження територій територіальних громад Чернігівської області», село увійшло до складу Городнянської міської громади.
19 липня 2020 року, в результаті адміністративно-територіальної реформи та ліквідації Городнянського району, село увійшло до складу Чернігівського району.

## Населення

### Мова
Розподіл населення за рідною мовою за даними перепису 2001 року:
| Мова       | Кількість | Відсоток |
| ---------- | --------- | -------- |
| українська | 33        | 97.06%   |
| білоруська | 1         | 2.94%    |
| Усього     | 34        | 100%     |